# Шахтна бурильна установка

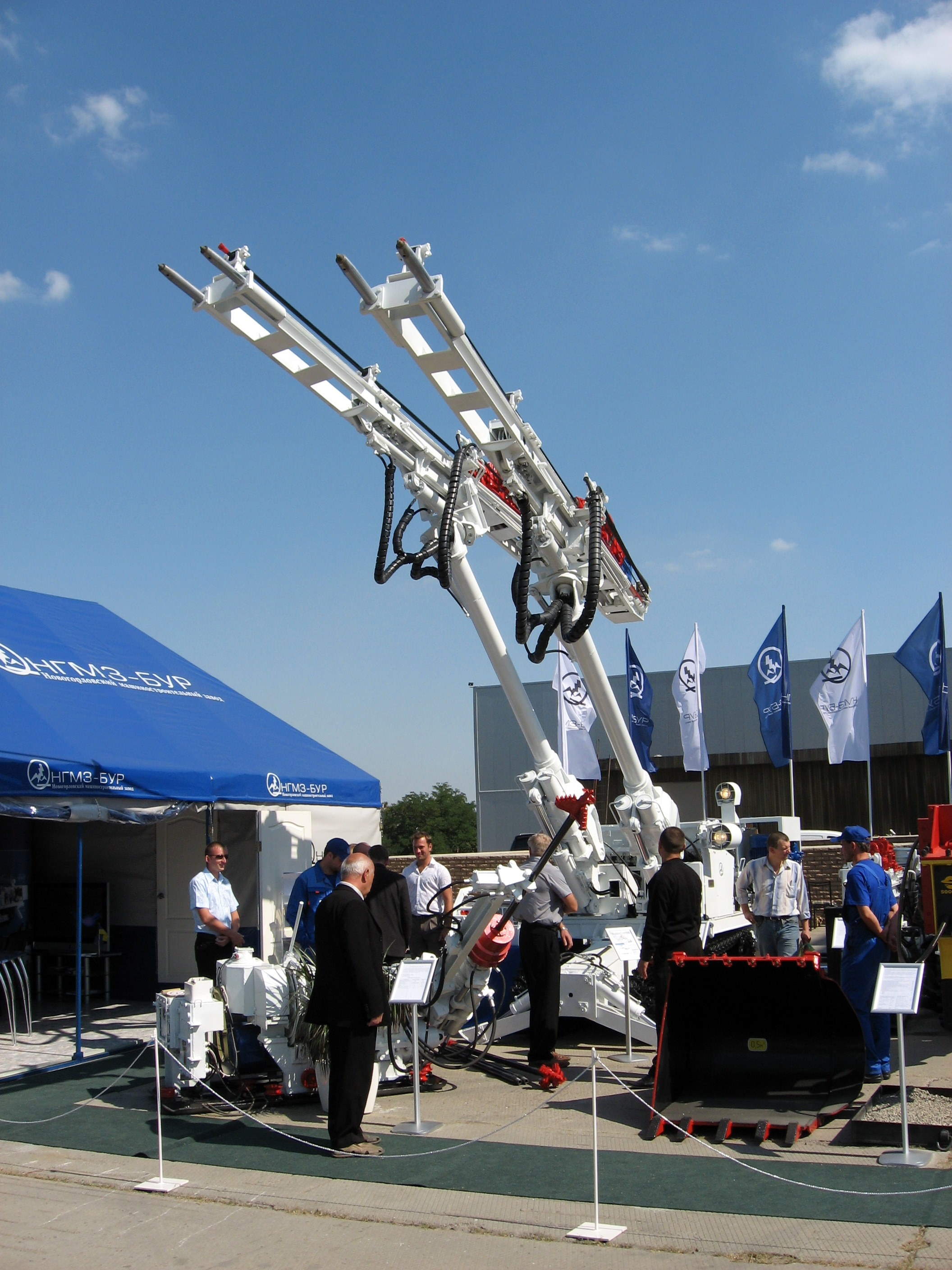
Шахтна бурильна установка.

Шахтна бурильна установка (рос. шахтная бурильная установка (буровая каретка), англ. mine drilling rig; нім. . Grubenbohranlage f, Grubenbohrwagen m) — установка для буріння шпурів і свердловин у підземних гірничих виробках.
Існують такі види Ш.б.у.: переносна, підвісна (стволова), самохідна, несамохідна, пневмоколісна, колісно-рейкова, гусенична. Складається з бурильної машини, маніпулятора Ш.б.у. та ходової частини.
- Приклади вітчизняних Ш.б.у. (Криворізький з-д шахтного машинобудування):
  - 1) Установка УБШ 253 з одною бурильною машиною обертової або універсальної дії, з електричними бурильними головками призначена для буріння шпурів при проведенні горизонтальних і похилих ± 10о гірничих виробок перетином 6—12 м2 в шахтах, включаючи небезпечні за газом і пи-лом. Міцність порід 112 МПа (обертової дії), до 190 МПа (універсальної дії).
  - 2) Установка УБШ313А з двома бурильними машинами обертової або універсальної дії, з електричними бурильними головками для буріння шпурів при проведенні горизонтальних і похилих ± 10о гірничих виробок перетином 12,8-20 м2 в шахтах, включаючи небезпечні за газом і пилом. Міцність порід така ж.